# 渡辺紳一郎
渡辺紳一郎（わたなべ しんいちろう、1900年3月16日―1978年12月22日）は、日本のジャーナリスト、放送タレント、文筆家。

## 人物・来歴
東京出身。杉靖三郎の兄。東京外国語学校仏語科を経て1928年東京帝国大学文学部支那文学科を卒業。1924年東京朝日新聞社に入社。パリ支局長,ストックホルム支局長を務め、1955年退社して社友。戦後は、NHKのラジオクイズ番組「話の泉」に8年間休まず出演。聴取者から寄せられた難問奇問に、その博識ぶりで「物知り博士」として知られた。

## 編著書
- 『スウェデンの歴史を散歩する』朝日新聞社、1947
- 『花の巴里の橘や』イヴニング・スター社、1947
- 『新語百科辞典』編、大泉書店、1950
- 『世界一ずくし』(世界の絵本 大型版）秋岡芳夫 等絵、新潮社、1951
- 『放電放談』冬心社、1952
- 『渡辺紳一郎氏コレクション欧版日本古地図展覧会目録』丸善、1952
- 『風流奇談傑作選集 第3 (喃々帖)』編、笑の泉社、1955
- 『風流奇談傑作選集 第2 (甘言学)』笑の泉社、1955
- 『古典語典』東峰書房、1955
- 『風流奇談』(河出新書)1955
- 『恋愛作法』(四季新書)四季社、1955
- 『ぶんさん行状記』(四季新書、四季社、1955
- 『紳一郎捕物帳 その他』(四季新書)四季社、1955
- 『巴里風物誌』佐野繁次郎 画、東峰書房、1955
- 『あまから抄』 (風流奇談傑作選集 1) 編、笑の泉社、1955.9
- 『西洋古典語典』東峰書房、1956　のち講談社
- 『古典語典 続』東峰書房、1956
- 『絵本博物誌』四季社、1958
- 『ポケット古典語典』東峰書院、1958
- 『娯楽百科全書』 (実用百科選書) 編、金園社、1958
- 『おとなのおとぎ話』東峰出版、1963　臨川書店、2002
- 『西洋古典語典 続』東峰出版、1964
- 『笑って損することはない 色っぽくておかしい40の話』 (かもめ新書) 編、一水社、1966
- 『風流ハナシの素 色っぽくておかしい46の話』 (かもめ新書) 編、一水社、1967
- 『貞操帯ETC』日新報道、1970
- 『東洋語源物語』(旺文社文庫)1973
- 『西洋語源物語』(旺文社文庫)1974
- 『東洋古典語典』講談社、1985.8

共著
- 『話の泉 第1輯』和田信賢 編,サトウ・ハチロー,徳川夢声,春山行夫, 堀内敬三共著、青山書店、1948.2